# Celendín
Celendín és una ciutat andina d'arrels colonials, pertany al Districte de Celendín, capital de la Província del mateix nom, al Departament de Cajamarca. La ciutat de Celendín va ser fundada el 1802 per colons espanyols i portuguesos (moltes famílies galaico-portugueses).
El plànol de la ciutat es caracteritza pel traç de carrers amples i rectes, que en conjunt s'assemblen a un tauler d'escacs.

## Història
La Història de la Ciutat de Celendín comença en l'època colonial i va ser fundada com a "Villa de la Bella Amalia de Zelendín", signat pel Rei d'Espanya a la ciutat d'Elx, en honor de la Reina Maria Amàlia de Saxònia, el 1802.

## Clima
El clima de la ciutat oscil·la entre el càlid i el fred temperat, amb precipitacions entre els mesos d'octubre i abril. Temperat des de desembre a maig i temperat fred des de juny fins al novembre.
Temperatura mitjana anual 15 °C.
| Paràmetres climàticos mitjans de Celendín | Paràmetres climàticos mitjans de Celendín | Paràmetres climàticos mitjans de Celendín | Paràmetres climàticos mitjans de Celendín | Paràmetres climàticos mitjans de Celendín | Paràmetres climàticos mitjans de Celendín | Paràmetres climàticos mitjans de Celendín | Paràmetres climàticos mitjans de Celendín | Paràmetres climàticos mitjans de Celendín | Paràmetres climàticos mitjans de Celendín | Paràmetres climàticos mitjans de Celendín | Paràmetres climàticos mitjans de Celendín | Paràmetres climàticos mitjans de Celendín | Paràmetres climàticos mitjans de Celendín |
| Mes                                       | gen.                                      | febr.                                     | març                                      | abr.                                      | maig                                      | juny                                      | jul.                                      | ag.                                       | set.                                      | oct.                                      | nov.                                      | des.                                      | Anual                                     |
| ----------------------------------------- | ----------------------------------------- | ----------------------------------------- | ----------------------------------------- | ----------------------------------------- | ----------------------------------------- | ----------------------------------------- | ----------------------------------------- | ----------------------------------------- | ----------------------------------------- | ----------------------------------------- | ----------------------------------------- | ----------------------------------------- | ----------------------------------------- |
| Temp. màx. mitjana (°C)                   | 21.2                                      | 20.6                                      | 20.4                                      | 20.6                                      | 21.3                                      | 21.3                                      | 21.3                                      | 21.3                                      | 21.3                                      | 21.4                                      | 21.8                                      | 21.7                                      | 21.2                                      |
| Temp. mitjana (°C)                        | 14.8                                      | 14.3                                      | 14.2                                      | 14.2                                      | 13.9                                      | 13.1                                      | 13.1                                      | 13.3                                      | 13.8                                      | 14.5                                      | 14.5                                      | 14.5                                      | 14                                        |
| Temp. mín. mitjana (°C)                   | 8.5                                       | 8.1                                       | 8.1                                       | 7.9                                       | 6.5                                       | 4.9                                       | 4.9                                       | 5.3                                       | 6.4                                       | 7.7                                       | 7.2                                       | 7.3                                       | 6.9                                       |
| Font: climate-data.org                    |                                           |                                           |                                           |                                           |                                           |                                           |                                           |                                           |                                           |                                           |                                           |                                           |                                           |